# Inzia
Inzia är en flod i Kongo-Kinshasa, ett biflöde till Kwilu. Den rinner genom provinserna Kwango och Kwilu, i den västra delen av landet, 300 km öster om huvudstaden Kinshasa. En del av floden bildar gräns mellan provinserna. Delar av floden är segelbara.